# Chirosia nigripes
Chirosia nigripes este o specie de muște din genul Chirosia, familia Anthomyiidae, descrisă de Mario Bezzi în anul 1895. Conform Catalogue of Life specia Chirosia nigripes nu are subspecii cunoscute.